# پدرو کاپو
پدرو کاپو (به اسپانیایی: Pedro Capó) (زادهٔ ۱۴ نوامبر ۱۹۸۰ در سان خوآن) که با نام هنری کاپو نیز شناخته می‌شود، موزیسین، خواننده، ترانه‌نویس و بازیگر اهل پورتوریکو است. او نوه خواننده پورتوریکویی، بابی کاپو و همسر سابق او، خانم پورتوریکو، ایرما نایدیا وزکوئز است. او در Colegio Calasanz تحصیل کرده‌است.
کاپو در سال ۲۰۱۸، پس از اختصاص دادن زمان زیادی روی صنعت بازیگری، با تک‌آهنگی به نام "Calma" به موسیقی بازگشت. بعد از این که فاروکو در یک ریمیکس به او ملحق شد، این ترانه به یک ترانه بسیار موفق با بیش از ۸۰۰ میلیون بازدید در یوتیوب تبدیل شد. هم چنین موفق به دریافت نخستین جایزه گرمی لاتین خود برای "Pedro Capó: En Letra de Otro" و در بخش بهترین موزیک‌ویدیوی طولانی سال شد.